# Kronen Zeitung
A Kronen Zeitung ou a Krone (Alemão:"(Jornal da) Coroa) é um jornal da Áustria. 
A Kronen Zeitung é o mais eficaz jornal da Áustria.[carece de fontes?]
O jornal tem cerca de 3 000 000 leitores.